# Аю Кеус
Єм Самбур (кхмер. អៀ កឹស; 1905 — 14 січня 1950) — камбоджійський державний і політичний діяч, очолював уряд упродовж короткого терміну у вересні 1949 року.

## Життєпис
Був одним із засновників Демократичної партії. Від 20 до 29 вересня 1949 року очолював уряд Камбоджі.
14 січня 1950 року зазнав смертельного поранення від ручної гранати, яку кинули до штаб-квартири партії. Нападник спочатку заявив, але потім спростував те, що він є представником опозиційної Ліберальної партії.